# American Broadcasting Company
American Broadcasting Company (ABC) (Эй-би-си, по-русски Аме́рикан Бродка́стинг Ко́мпани) — коммерческая радиовещательная и телевизионная сеть, созданная в США в 1943 году. Сейчас ABC принадлежит корпорации The Walt Disney Company и является частью Disney-ABC Television Group. Телеканал входит в «большую тройку», наряду с CBS и NBC, и его программы стали неотъемлемой частью поп-культуры США.
Штаб-квартира компании находится в Верхнем Вест-Сайде на Манхэттене в Нью-Йорке, в то время как офисы программирования находятся в Бербанке, штат Калифорния, вместе с офисами «Walt Disney Studios».
Официальное название компании American Broadcasting Companies, Inc. значится на всех контрактах и договорах по авторским правам и т. д., а сокращённое публичное название просто «ABC». Компания владеет интернет-доменом верхнего уровня .abc

## История
ABC основана в 1943 году Эдвардом Нобелем после покупки им принадлежавшей NBC радиовещательной сети Blue Radio Network. Телевизионное вещание начато в 1948 году.

### 1948: начало вещания на телевидении
Столкнувшись с трудностями вещания радиосети, ABC была не в состоянии взять на себя дополнительные расходы для вещания на телевидении. Чтобы начать полноценное телевещание, в 1947 году ABC направила заявки на получение лицензий в пяти городах, где она владела радиостанциями (которые в совокупности составляют 25 процентов от всей общенациональной зрительской аудитории в то время).
Первый эфир состоялся 19 апреля 1948 года. Первыми партнёрами сети стали станции WFIL-TV в Филадельфии (ныне WPVI-TV), WMAL-TV в Вашингтоне (в настоящее время WJLA-TV), позже была запущена станция-флагман, принадлежащая телесети (O&O), WJZ-TV в Нью-Йорке (в настоящее время WABC-TV). В последующие 13 месяцев сеть также подписала договоры со станциями в Детройте (WXYZ-TV), Чикаго (WLS-TV), Сан-Франциско (KGO-TV) и Лос-Анджелесе(KABC-TV) и вышла на уровень CBS и NBC.
В течение последующих нескольких лет ABC укрепила свой бренд. В 1952 году она объединилась с United Paramount Theatres (с англ. — «Объединённые кинотеатры Paramount»); в дальнейшем пыталась создать альянсы с крупными производителями телепродукции — Disney и Warner Bros.

### 1961—1965: Рост и перестройка
Хотя ABC продолжал занимать третье место на национальном рынке, он часто возглавлял местные рейтинги на более крупных рынках. С началом производства сериалов в Голливуде канал начал завоёвывать популярность у молодых зрителей города. Спустя несколько лет рейтингового роста сеть вышла на уровень General Electric, компаний Говарда Хьюза, Litton Industries, GTE и ITT Corporation. ABC и ITT договорились о слиянии в конце 1965 года, но эта сделка была сорвана FCC.
К 1960 году ABC Radio Network не имел большой популярности, за исключением филиала в Детройте. 23 сентября 1962 года ABC запустил цветной мультсериал «Джетсоны», который выходил в паре с «Флинтстоуны». В сезоне 1965-66 ABC присоединился к NBC и CBS и начал показывать все свои шоу в цвете.
В период 60-х ABC основал собственную производственную компанию ABC Films, которая снимала фильмы специально для канала. ABC приобрела права на значительное количество фильмотеки Дэвида Селзника, в том числе фильмы «Ребекка», «Портрет Дженни» и т. д. (кроме фильма «Унесённые ветром», который принадлежал Metro-Goldwyn-Mayer)

### 1965—1969: Успех
Спортивный проект «Wide World of Sports» дебютировал 29 апреля 1961 года и вскоре стал достаточно популярен. Несмотря на свои относительно небольшие успехи, ABC вскоре нашло нишу в виде популярности движения «бэби-бумеров», ими стали хитовые шоу «American Bandstand» и «Shindig!», которые были ориентированы на молодую аудиторию.
Сеть также не боялась идти на рискованные шаги по показу спорных фантастических сериалов, таких как «За гранью возможного», «The Invaders», «Туннель времени», «Land of the Giants» и «Voyage to the Bottom of the Sea». Также успех нашёл экшн-сериал «Беглец». В сентябре 1964 года канал запустил ситком «Моя жена меня приворожила», который станет № 2 шоу в сезоне 64-65, и самым популярным шоу того времени на канале.
В январе 1966 года, в качестве замены в середине сезона канал запустил ставший впоследствии легендарным сериал «Бэтмен».
В 1968 году материнская компания изменила своё название с American Broadcasting-Paramount Theatres, Inc. на American Broadcasting Companies, Inc. Следующие годы главные хиты канала в основном будет производить Paramount Television.

### 1969—1985: Подъём на вершину
Продолжая успех ситкомов «Эта девушка», «Моя жена меня приворожила», «The Courtship of Eddie’s Father», «The Partridge Family» и «Семейка Брейди» и «Room 222» и «The Mod Squad» в 1960-х, тогдашний президент сети Эдгар Шерик нёс всю ответственность за график всей сети.
Тем временем линейка дневного программирования стала особенно сильна на протяжении 1970-х и 1980-х годов с мыльными операми «Главный госпиталь», «Одна жизнь, чтобы жить», «Все мои дети», «На пороге ночи» и «Надежда Райан», а также телеиграм.
В начале 1970-х, ABC создал свою первую кинопроизводственную компанию ABC Pictures, которая позже была переименована в ABC Motion Pictures. Она выпустила такие хитовые фильмы как «Кабаре», «Хватай деньги и беги», «Загнанных лошадей пристреливают, не правда ли?», «Сладкоежка» и т. д. Они также запустили инновационную линейку «ABC Movie of the Week», в которой каждую неделю выходили премьеры телефильмов.
Тем временем сеть начала обходить CBS и NBC в рейтингах. Сеть начала использовать новую структуру продажи рекламного времени, наиболее выгодно продавая время в популярных у молодой аудитории шоу. ABC инвестировали значительные средства в шоу с молодой аудиторией, такие как ситкомы «Счастливые дни», «Barney Miller», «Трое — это компания» и «Такси». Драмы производства Аарона Спеллинга «Ангелы Чарли», «Старски и Хатч», «S.W.A.T.», «Супруги Харт», «Лодка любви», «Семья», «Vega$» и «Династия» также стали мощным оружием против конкурентов сети. Кроме того, ABC приобрела права на показ ежегодной трансляции вручения премии «Оскар».
К 1977 году ABC стал самым успешным каналом в стране.
Сеть также начала вкладывать огромные по тем временам средства в производство мини-сериалов. Мини-сериал 1977 года «Roots» имел огромный бюджет в размере 6 млн. и стал одним из самых больших хитов в истории телевидения. В 1978 году успех телефильма «Звёздный крейсер „Галактика“», который смотрело 64 миллиона зрителей, породил впоследствии съёмки полноценного сериала. В 1983 году, чтобы возродить свою кинокомпанию, сеть выпустила в прокат ранее сделанный для телевидения фильм «Силквуд», а «На следующий день» был выпущен на телевидении и стал самым успешным телефильмом с аудиторией более 100 миллионов зрителей.
В 1984 году ABC приобрела 24-часовой кабельный спортивный канал ESPN.

### 1985—1996: Новые владельцы и перестройка
Хотя хиты 70-х и завершились к середине 80-х, канал смог найти им равноценную замену в лице комедий. В тот же период они смогли запустить несколько шоу, которые имели огромные рейтинги, в их числе были «Династия», «Детективное агентство «Лунный свет»», «Секретный агент Макгайвер», «Кто здесь босс?», «Чудесные годы», «Отель» и «Тридцать-с-чем-то». Между тем ставка на больших звёзд, каких как Люсиль Болл и Долли Партон оканчивалась коммерческим и критическим провалом, что привело к негативным последствиям для всей сети.
В 1986 году за $ 3,5 миллиарда долларов, ABC была продана компании The Capital Cities.
Начало девяностых привело к определённому периоду консерваторского вещания. Сеть делала уклон на семейную и женскую аудиторию, запустив пятничный блок комедий TGIF, а также такие драмы как «Моя так называемая жизнь», однако самым большим хитом стала «Розанна», выходящая за рамки дозволенного. Также огромных успехов достигли ситкомы «Полный дом», «Большой ремонт» и т. д.

### 1996—2003: Спад
В 1996 году The Walt Disney Company приобрела Capital Cities/ABC, и переименовала сеть в ABC Inc.
Сеть имела длительную историю с Disney, начиная с 50-х. Новое руководство сохранило курс на семейную аудиторию, расширив своё детское вещание, запустив пятичасовой блок оригинальных мультфильмов по субботам в 1997 году.
Несмотря на довольно прочную линейку программ, сеть не имела громких хитов, до 1999 года, когда была запущена игра Who Wants to Be a Millionaire?. Шоу мгновенно стало самым популярным на тв, и ABC пошли на беспрецедентный шаг, ставя его в эфир четыре дня в неделю, а иногда и по пять и шесть. Зрители быстро устали от формата «раздачи денег», а конкуренты быстро запустили клоны шоу, и рейтинги начали стремительно падать. В конечном счёте программа покинула эфир, перейдя в синдикацию, однако сеть понесла огромный урон из-за потери своего главного хита, и несколько лет восстанавливала позиции. Позже данный стратегический ход ABC был назван «Одной из самых больших ошибок в истории телевидения».
В тот же период канал смог запустить ряд весьма успешных драм, таких как «Практика» и «Шпионка». В начале 2000-х сеть также имела несколько умеренно успешных ситкомов: «Спин-Сити», «Дхарма и Грег», «Как сказал Джим», «Моя жена и дети» и «8 простых правил для друга моей дочери-подростка». В сентябре 1997 года была запущена премьера мультсериала «Пак-Мэны» и к 2000 году мультсериал стал самым популярным на телеканале.

### 2004—2007: Возрождение
Будучи преисполненным решимости не потерять своего положения на телевидении, ABC смог добиться успеха в рейтингах, начиная с 2004 года. Осенью того же года новый президент Стивен Макферсон запустил два больших хита: «Отчаянные домохозяйки» и «Остаться в живых». Рейтинги телесети выросли до беспрецедентного уровня. Позже в начале 2005 года был запущен медицинский сериал «Анатомия страсти», а в 2006 драмеди «Дурнушка», которые добились как рейтинговых, так и критических успехов.
Канал также смог запустить несколько весьма успешных реалити-шоу: «Extreme Makeover: Home Edition» в 2003, и «Танцы со звёздами» в 2005 году. Последний из них доминировал в телевизионных рейтингах. Несмотря на их успех, прочие попытки сделать успешное реалити терпели фиаско. Летом 2006, в надежде запустить ответное по уровню шоу для «American Idol», канал запустил проект «The One: Making a Music Star», который потерпел громкий провал, несмотря на огромный бюджет, и был снят с эфира на второй неделе, став одним из самых больших провалов в истории американского эфирного телевидения.
В 2007 году Disney решил переименовать «Touchstone Pictures» в новое подразделение «ABC Studios», с целью сосредоточиться на продвижении трёх брендов: ABC, Disney и ESPN. Также в 2007 году ABC сменил свой логотип на более глянцевый и современный. Также сеть смогла запустить несколько весьма успешных драм, таких как «Братья и сёстры» в 2006 году, и спин-офф сериала «Анатомия страсти» — «Частная практика» в 2007 году.

### 2007—2010: Забастовка сценаристов и потеря хитов
Забастовка Гильдии сценаристов США 2007—2008 годов нанесла огромный урон сети ABC и телевидению в частности. В это время уже успешные ранее сериалы, и новинки не смогли получить полных сезонов и в конечном счёте ни одно шоу не стало успешным. Сериалы «Грязные мокрые деньги», «Мёртвые до востребования» и «Кто такая Саманта?» хоть и получили продления на вторые сезоны, но в конечном счёте потерпели рейтинговую неудачу.
Забастовка Гильдии сценаристов продолжает сказываться на сезоне 2008—2009, в то время когда «Юристы Бостона» и «Жизнь на Марсе» достигают рейтинговых минимумов.
В начале 2009 года Disney-ABC Television Group объединилась с ABC Entertainment и ABC Studios в новое подразделение ABC Entertainment Group, которое должно было отвечать за производство вещания. Disney-ABC Television Group должны были сократить свой персонал на 5 % во время реорганизации.
2009—2010 сезон стал сезоном контрастов для ABC. Вечер среды состоял исключительно из новых программ. Три из пяти стали успешными: «Бывает и хуже», «Город хищниц» и главный хит «Современная семейка». Однако ни одна из новых драм сезона не имела успех, и заказ на второй сезон получил лишь сериал «Визитёры», который год спустя всё равно был закрыт.

### 2010—наст. время
В 2010 году телекомпания ABC1 в сотрудничестве с France 5 выпускает документальный фильм «Чудо в бурю» об истории Эвы Виниереска, невероятным образом спасшейся на высоте почти в 10 километров. Фильм получает награду Австралийского института кино в номинации лучший «документальный фильм» 2010 года.
В 2010 году после шести сезонов завершился сериал «Остаться в живых», чей финальный сезон страдал от низких рейтингов по сравнению с предыдущими. Хит сезона 2006—2007 «Дурнушка» также потерял в рейтингах и был закрыт в апреле того же года. У канала остались лишь три сериала-хита прошлых лет: «Отчаянные домохозяйки», «Анатомия страсти» и «Братья и сёстры», последний из которых также начал стремительно терять в рейтингах.
Сезон 2010—2011 обернулся для канала очередными неудачами. Ни одна драма, за исключением сериала Даны Дилейни «Следствие по телу», не стало успешным, а из комедий заказ на второй сезон получило лишь шоу «Счастливый конец». Между тем в мае 2011 после пяти сезонов завершилась драма «Братья и сёстры». Несмотря на снижение популярности, ABC всё ещё опережает NBC, находясь на третьем месте среди эфирных каналов. В этом сезоне место президента сети занял Пол Ли (ранее возглавлявший ABC Family), после того, как Стивен Макферсон был уволен из-за скандала на фоне сексуальных домогательств
В апреле 2011 года канал закрыл длительные мыльные оперы «Все мои дети» и «Одна жизнь, чтобы жить» после более сорока лет в эфире. Сезон 2011-12 годов, первый под эгидой Пола Ли, был омрачён четвёртым местом в рейтингах, несмотря на успех и продление на вторые сезоны большинства новинок, включая «Скандал», «Однажды в сказке» и «Месть». Сезон 2012-13 годов оказался менее удачным, и лишь «Нэшвилл» и «Соседи» получили вторые сезоны. Следующий сезон ABC смог завершить на третьем месте, обходя Fox.
В сезоне 2014-15 годов ABC сделал ставку на расовое разнообразие, запуская «Как избежать наказания за убийство», «Черноватый» и «Трудности ассимиляции». Особый успех получила линейка четверга TGIT, драм Шонды Раймс. Сезон 2015-16, однако постиг полный провал в каждом из направлений. Пол Ли был уволен, а место президента заняла Ченнинг Данги.

## Программирование
АВС в настоящее время программирует 92½ часа эфирного времени.

## Слоганы
- The New ABC (1963-64)
- Wild World of Entertainment (1964-65)
- Turn on the Excitement! (1965-66)
- Seven Nights to Remember (1966-67)
- A Very Special Reason (1967-68)
- Find Your Own Thing (1968-69)
- Meet Us in September (1969-70)
- Let’s Get Together (1970-71)
- This is the Place to Be (1971-74)
- You & Me and ABC/What You See on ABC This Fall/Hello, America (1974-75)
- Welcome to the Bright New World of ABC (1975-76)
- Let Us Be the One (1976-77)
- Still the One (1977-78) and (1979-80)
- We’re the One! (1978-79)
- You & Me and ABC (1980-81)
- Now is the Time, ABC is the Place (1981-82)
- Come On Along with ABC (1982-83)
- That Special Feeling (1983-84)
- We’re With You on ABC (1984-85)
- You’ll Love It! (1985-86)
- Together (1986-87)
- Something’s Happening (1987-90)
- America’s Watching ABC (1990-92)
- It Must Be ABC (1992-93)
- Watched by more people than any other network (1993-94)
- The American Broadcasting Company (1994-95)
- Get with the Program! (1995-96)
- Nobody Does It Like ABC (1996-97)
- TV is Good (1997-98)
- We Love TV (1998-99)
- America’s Broadcasting Company (1999—2007)
- Start Here (2007-настоящее время)

## ABC News
ABC News — подразделение Эй-би-си, занимающееся сбором новостей и новостными передачами. Главной телепередачей подразделения является вечерняя передача «Мировые новости». Выпускаются и другие новостные передачи, в том числе «Доброе утро, Америка!».

## ABC HD

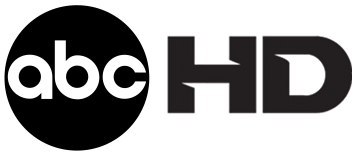
Логотип ABC HD

16 сентября 2001 года был запущен телеканал «ABC HD», который вещает в разрешении 1080p.